# Pongolapoort-Stausee
Der Pongolapoort-Stausee (englisch Pongolapoort Dam, oft auch Lake Jozini; ehemals J. G. Strydomdam) ist ein Stausee im Norden der südafrikanischen Provinz KwaZulu-Natal in den Lebombobergen. Der größte Teil des Sees liegt auf dem Gebiet von Südafrika, die nördliche Spitze des Sees ragt hinein nach Eswatini.

## Beschreibung
Der See wird vom Pongola gespeist, der auch den Abfluss bildet. Der Staudamm befindet sich bei Jozini. Golela, Nkonkoni, Candover und Kingholm sind weitere Orte in der Nähe des Stausees.
Der Stausee wurde 1973 fertiggestellt und war ursprünglich nach dem südafrikanischen Premierminister Johannes Gerhardus Strijdom benannt. 

## Nutzung
Das mit dem Stauseeprojekt beabsichtigte große Bewässerungssystem für Agrarflächen ist im geplanten Umfang nicht verwirklicht worden. Der Rückgang des Preises für Zucker hat das Vorhaben weitgehend unwirtschaftlich werden lassen. Es existieren lediglich 3000 Hektar bewässerte landwirtschaftliche Nutzflächen. Entlang des Seeufers befinden sich heute mehrere Hotels und Lodges sowie das Pongola Game Reserve, das zahlreiche Tierarten (u. a. Büffel, Elefanten und Nashörner) beheimatet.

## Hausboot-Brand im Oktober 2021
Auf dem See verkehren seit dem Jahre 2001 Luxushausboote eines südafrikanischen Unternehmens. Eines der beiden Hausboote fing in Folge eines Motorschaden am 9. Oktober 2021 Feuer und brannte binnen weniger Minuten vollständig aus. Alle Besatzungsmitglieder und die fünf deutschen Passagiere mussten sich bei rauem Wellengang in die Fluten retten. Der Koch sowie ein deutscher Passagier verstarben. Ein weiteres Besatzungsmitglied wurde im Zuge umfangreicher Suchmaßnahmen drei Tage später ebenfalls tot geborgen.